# Sucs de Breysse
Sucs de Breysse este o arie protejată (sit de importanță comunitară — SCI) din Franța întinsă pe o suprafață de 118 ha, integral pe uscat.

## Localizare
Centrul sitului Sucs de Breysse este situat la coordonatele 44°54′08″N 4°00′30″E / 44.90222°N 4.00833°E.

## Înființare
Situl Sucs de Breysse a fost declarat arie specială de conservare în baza directivei 92/43 din 1992 referitoare la conservarea habitatelor naturale și a faunei și florei sălbatice pentru a proteja 1 specie de plante.

## Biodiversitate
Situată în ecoregiunea continentală, aria protejată conține 3 habitate naturale: Păduri de fag Asperulo-Fagetum, Liziere de ierburi înalte hidrofile de câmpie și de nivel montan până la alpin, Roci stâncoase cu vegetație pionieră de Sedo-Scleranthion sau Sedo albi-Veronicion dillenii.
La baza desemnării sitului se află o specie protejată de  plante: Buxbaumia viridis.
Pe lângă speciile protejate, pe teritoriul sitului au mai fost identificate 14 specii de plante, 2 specii de păsări.